# NGC 5329
NGC 5329 este o galaxie eliptică situată în constelația Fecioara. A fost descoperită în 30 aprilie 1786 de către William Herschel. Se află la o distanță de 103 megaparseci de Pământ.